# Duncan McArthur
Duncan McArthur, ameriški politik in general, * 14. januar 1772, okrožje Dutchess, New York, † 29. april 1839.
McArthur je bil leta 1813 izvoljen v Kongres ZDA, toda zaradi vojne leta 1812 je ostal v Kopenski vojski ZDA, kjer je dosegel čin brigadnega generala.
Med letoma 1823 in 1825 je bil kongresnik ZDA iz Ohia, med letoma 1830 in 1832 pa guverner Ohia.